# THE MATCHY best song for you
『THE MATCHY 〜best song for you』（ザ・マッチ ベスト・ソング・フォー・ユー）は、1985年4月4日に発売された近藤真彦の1枚目のベスト・アルバム。発売元はCBS・ソニー。

## 概要
近藤初のベスト・アルバム。当時LP,CT,CDで後述特典付で発売された後、1995年にソニー・レコードの独自企画であるCD選書で発売。
オリジナル盤の帯コピーは「マッチ、はじめてのベスト きみのために…」と表記され、1995年のCD選書盤では「マッチ、青春期のヒットチューンを集めたベスト!」と変更されている。
1980年から1984年までに発売された全シングル15曲から、9曲が抜粋されて選曲されている。シングル表題曲の9曲の他に、「ハイティーン・ブギ」のカップリング曲「MOMOKO」が収録されている。本作への収録が見送られたシングル表題曲は「ふられてBANZAI」「ミッドナイト・ステーション」「真夏の一秒」「ロイヤル・ストレート・フラッシュ」「一番野郎」「永遠に秘密さ」の6曲。
1985年盤初回プレスのみ、ライティングボード（スケルトン下敷）、パスポート型アルバムブック（青色）、カラーピンナップ3枚、レターパッドの4大特典付。全て近藤のロゴマークMK入り。
「情熱☆熱風☽せれなーで」は、歌詞カードに掲載されている歌詞と実際の歌唱が一部異なる部分がある。詳細は、同曲の項を参照。

## 収録曲
1. スニーカーぶる〜す（3:51）
2. ヨコハマ・チーク（3:03）
3. ブルージーンズメモリー（3:14）
4. ギンギラギンにさりげなく（3:49）
  - 第32回NHK紅白歌合戦 歌唱曲（初出場）
5. 情熱☆熱風☽せれなーで（3:37）
6. ハイティーン・ブギ（3:31）
7. ホレたぜ!乾杯（3:10）
  - 第33回NHK紅白歌合戦 歌唱曲
8. ためいきロ・カ・ビ・リー（3:31）
  - 第34回NHK紅白歌合戦 歌唱曲
9. ケジメなさい（4:01）
  - 第35回NHK紅白歌合戦 歌唱曲
10. MOMOKO（3:19）